# Natação nos Jogos Olímpicos de Verão de 2016 - 200 m medley masculino
A competição dos 200 metros medley masculino da natação nos Jogos Olímpicos de Verão de 2016 foi disputada entre os dias 10 e 11 de agosto no Estádio Aquático Olímpico.

## Medalhistas
| Ouro   | USA Michael Phelps |
| Prata  | JPN Kosuke Hagino  |
| Bronze | CHN Wang Shun      |

## Recordes
Antes desta competição, os recordes mundiais e olímpicos da prova eram os seguintes:
| Tipo | Atleta         | Tempo   | Local  | Data                 |
| ---- | -------------- | ------- | ------ | -------------------- |
|      | Ryan Lochte    | 1:54.00 | Xangai | 28 de julho de 2011  |
|      | Michael Phelps | 1:54.23 | Pequim | 15 de agosto de 2008 |

## Resultados

### Eliminatórias
| Pos. | Elim. | Raia | Nadador              | CON                        | Tempo   | Notas |
| ---- | ----- | ---- | -------------------- | -------------------------- | ------- | ----- |
| 1    | 2     | 4    | Ryan Lochte          | USA Estados Unidos         | 1:57.38 | Q     |
| 2    | 2     | 6    | Philip Heintz        | GER Alemanha               | 1:57.59 | Q,    |
| 3    | 4     | 4    | Michael Phelps       | USA Estados Unidos         | 1:58.41 | Q     |
| 4    | 2     | 5    | Henrique Rodrigues   | BRA Brasil                 | 1:58.56 | Q     |
| 5    | 4     | 5    | Thiago Pereira       | BRA Brasil                 | 1:58.63 | Q     |
| 6    | 3     | 4    | Kosuke Hagino        | JPN Japão                  | 1:58.79 | Q     |
| 7    | 4     | 3    | Hiromasa Fujimori    | JPN Japão                  | 1:58.88 | Q     |
| 8    | 3     | 5    | Wang Shun            | CHN China                  | 1:58.98 | Q     |
| 9    | 3     | 6    | Andreas Vazaios      | GRE Grécia                 | 1:59.33 | Q     |
| 10   | 4     | 6    | Simon Sjödin         | SWE Suécia                 | 1:59.41 | Q     |
| 11   | 3     | 3    | Daniel Wallace       | GBR Grã-Bretanha           | 1:59.44 | Q     |
| 12   | 2     | 1    | Alexis Santos        | POR Portugal               | 1:59.67 | Q     |
| 12   | 3     | 2    | Jérémy Desplanches   | SUI Suíça                  | 1:59.67 | Q     |
| 12   | 4     | 2    | Eduardo Solaeche     | ESP Espanha                | 1:59.67 | Q     |
| 15   | 4     | 7    | Ieuan Lloyd          | GBR Grã-Bretanha           | 1:59.74 | Q     |
| 16   | 4     | 8    | Bradlee Ashby        | NZL Nova Zelândia          | 1:59.77 | Q     |
| 17   | 3     | 1    | Gal Nevo             | ISR Israel                 | 1:59.80 |       |
| 18   | 3     | 8    | Semen Makovich       | RUS Rússia                 | 1:59.86 |       |
| 19   | 4     | 1    | Diogo Carvalho       | POR Portugal               | 2:00.17 |       |
| 20   | 2     | 2    | Travis Mahoney       | AUS Austrália              | 2:00.18 |       |
| 21   | 1     | 3    | Raphaël Stacchiotti  | LUX Luxemburgo             | 2:00.21 |       |
| 22   | 1     | 4    | Hu Yixuan            | CHN China                  | 2:00.70 |       |
| 23   | 1     | 5    | Emmanuel Vanluchene  | BEL Bélgica                | 2:01.36 |       |
| 24   | 1     | 6    | Uvis Kalniņš         | LAT Letônia                | 2:02.34 |       |
| 25   | 2     | 8    | Mohamed Hussein      | EGY Egito                  | 2:02.36 |       |
| 26   | 1     | 7    | Marko Blaževski      | MKD República da Macedônia | 2:02.54 |       |
| 27   | 1     | 1    | Ahmed Mathlouthi     | TUN Tunísia                | 2:04.95 |       |
| 28   | 2     | 3    | Thomas Fraser-Holmes | AUS Austrália              | 9:99.99 | DNS   |
| 29   | 2     | 7    | Federico Turrini     | ITA Itália                 | 9:99.99 | DNS   |
| 30   | 3     | 7    | Dávid Verrasztó      | HUN Hungria                | 9:99.99 | DNS   |

### Semifinais

#### Semifinal 1
| Pos. | Raia | Nadador            | CON               | Tempo   | Notas |
| ---- | ---- | ------------------ | ----------------- | ------- | ----- |
| 1    | 3    | Kosuke Hagino      | JPN Japão         | 1:57.38 | Q     |
| 2    | 6    | Wang Shun          | CHN China         | 1:58.12 | Q     |
| 3    | 4    | Philip Heintz      | GER Alemanha      | 1:58.85 | Q     |
| 4    | 5    | Henrique Rodrigues | BRA Brasil        | 1:59.23 |       |
| 5    | 7    | Alexis Santos      | POR Portugal      | 2:00.08 |       |
| 6    | 8    | Bradlee Ashby      | NZL Nova Zelândia | 2:00.45 |       |
| 7    | 1    | Eduardo Solaeche   | ESP Espanha       | 2:00.47 |       |
| 8    | 2    | Simon Sjödin       | SWE Suécia        | 2:00.81 |       |

#### Semifinal 2
| Pos. | Raia | Nadador            | CON                | Tempo   | Notas |
| ---- | ---- | ------------------ | ------------------ | ------- | ----- |
| 1    | 5    | Michael Phelps     | USA Estados Unidos | 1:55.78 | Q     |
| 2    | 4    | Ryan Lochte        | USA Estados Unidos | 1:56.28 | Q     |
| 3    | 3    | Thiago Pereira     | BRA Brasil         | 1:57.11 | Q     |
| 4    | 7    | Daniel Wallace     | GBR Grã-Bretanha   | 1:57.97 | Q     |
| 5    | 6    | Hiromasa Fujimori  | JPN Japão          | 1:58.20 | Q     |
| 6    | 8    | Ieuan Lloyd        | GBR Grã-Bretanha   | 1:59.49 |       |
| 7    | 2    | Andreas Vazaios    | GRE Grécia         | 1:59.54 |       |
| 8    | 1    | Jérémy Desplanches | SUI Suíça          | 2:00.38 |       |

### Final

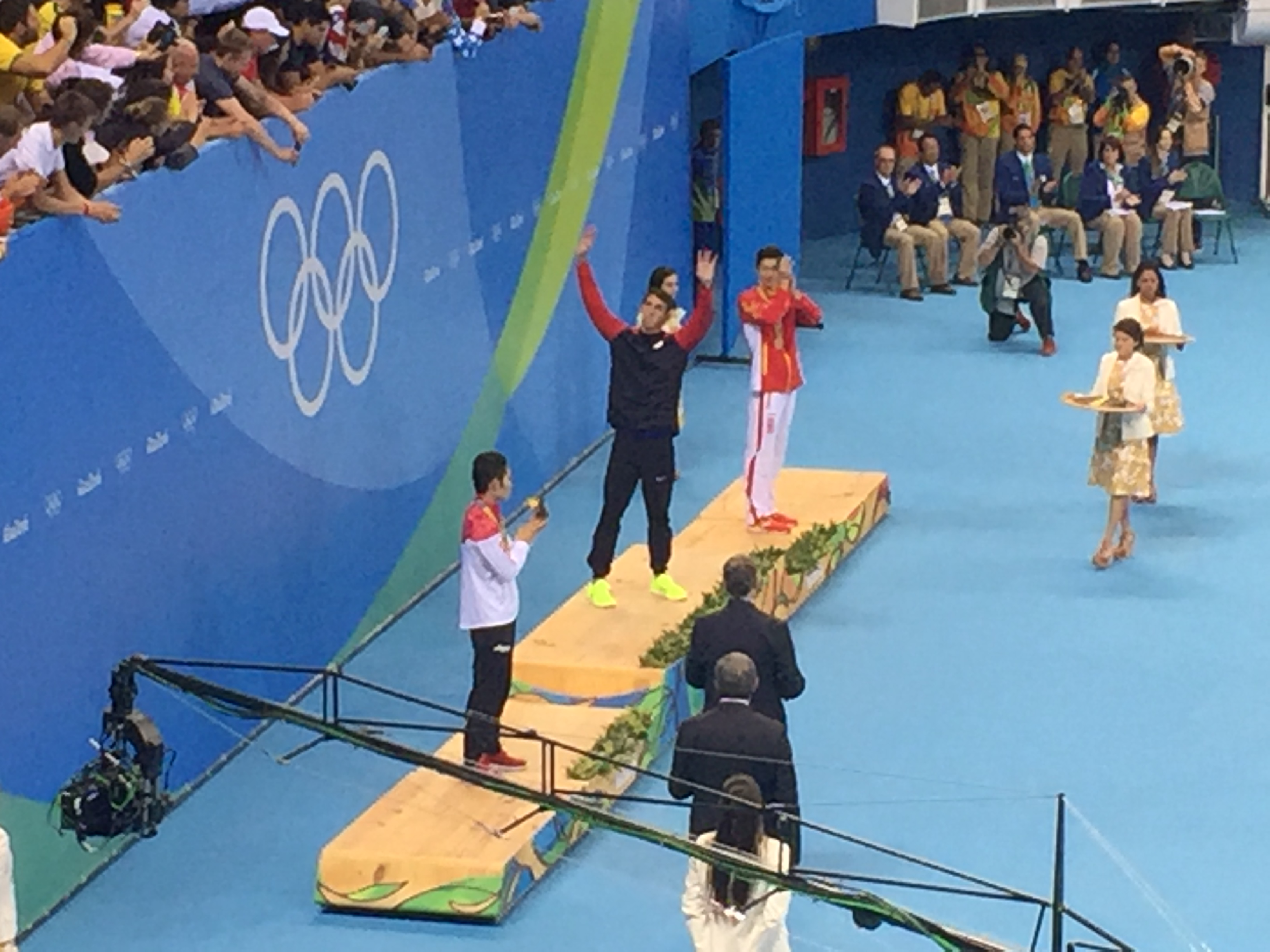
Pódio da prova no Estádio Aquático Olímpico.

| Pos.              | Raia | Nadador           | CON                | Tempo   | Notas            |
| ----------------- | ---- | ----------------- | ------------------ | ------- | ---------------- |
| Medalha de ouro   | 4    | Michael Phelps    | USA Estados Unidos | 1:54.66 |                  |
| Medalha de prata  | 6    | Kosuke Hagino     | JPN Japão          | 1:56.61 |                  |
| Medalha de bronze | 7    | Wang Shun         | CHN China          | 1:57.05 |                  |
| 4                 | 1    | Hiromasa Fujimori | JPN Japão          | 1:57.21 |                  |
| 5                 | 5    | Ryan Lochte       | USA Estados Unidos | 1:57.47 |                  |
| 6                 | 8    | Philip Heintz     | GER Alemanha       | 1:57.48 | Recorde nacional |
| 7                 | 3    | Thiago Pereira    | BRA Brasil         | 1:58.02 |                  |
| 8                 | 2    | Daniel Wallace    | GBR Grã-Bretanha   | 1:58.54 |                  |

Legenda
| Recorde mundial      | Recorde mundial (World record)               |                       | Recorde africano                      | Recorde africano (African) |                                           | Q | Classificado por posição (Qualified) |
| Recorde olímpico     | Recorde olímpico (Olympic record)            | Recorde da América    | Recorde da América (Americas)         | q                          | Classificado por melhor tempo (Qualified) |   |                                      |
| Melhor marca do ano  | Melhor marca do ano (World leading)          | Recorde asiático      | Recorde asiático (Asian)              | DNS                        | Não largou (Did not start)                |   |                                      |
| Recorde nacional     | Recorde nacional (National record)           | Recorde europeu       | Recorde europeu (European)            | DNF                        | Não terminou (Did not finish)             |   |                                      |
| Recorde pessoal      | Recorde pessoal do atleta (Personal best)    | Recorde da Oceania    | Recorde da Oceania (Oceania)          | DSQ / DQ                   | Desclassificado (Disqualified)            |   |                                      |
| Recorde da temporada | Recorde da temporada do atleta (Season best) | Recorde sul-americano | Recorde sul-americano (South America) | NM                         | Sem marca (No mark)                       |   |                                      |